# Wenche Krossøy
Wenche Krossøy (25. oktober 1943 – 12. marts 2010) var en norsk forfatter.
Hun boede i en stor del af sit liv i Salhus, og flyttede til Danmarksplass i Bergen omkring 2004. Hun har skrevet bøger til både voksne og børn. Hun blev uddannet fra en folkehøjskole.
Hun debuterede i 1974 med bogen Mens pappa er på Lofoten og har i alt skrevet 16 bøger. Hun vandt en pris for at have skrevet bogen Magdalena i 1977.
Hendes første bog beskriver det perifere miljø i det nordlige Norge, dialekt og understregede de positive værdier i det bebyggede miljø.